# 拜占庭

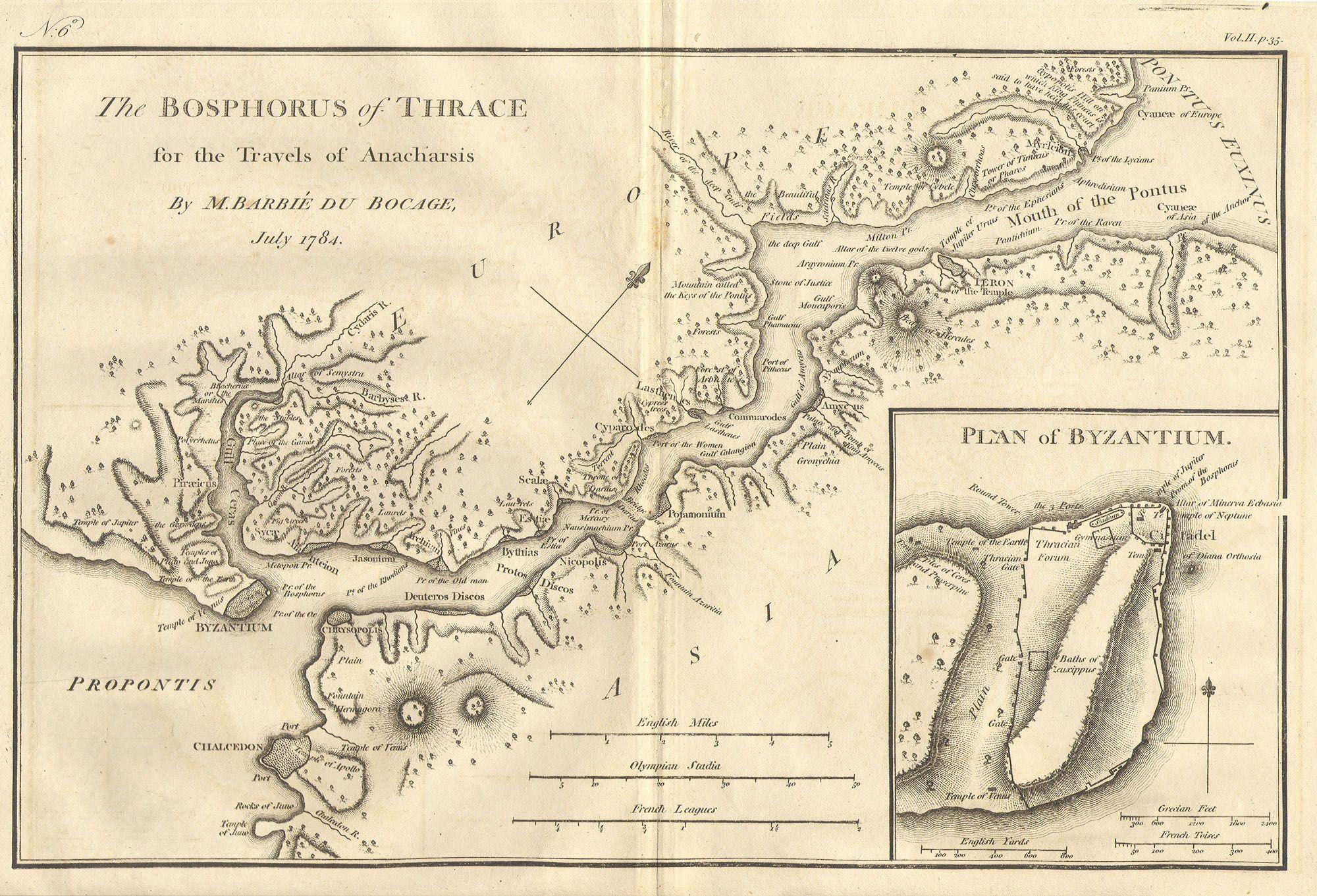
Byzantium

拜占庭（希臘語：Βυζάντιον）是一個古希臘城市，也為現今土耳其伊斯坦堡（君士坦丁堡）的舊名，相傳是從墨伽拉來的殖民於公元前667年建立的。拜占庭的名字據說出自他們的王「拜占斯（或）」，直至4世纪中期，該城發展成東羅馬帝國（即拜占庭帝國）的中心，更名為君士坦丁堡，直至1453年又更名為科斯坦丁尼耶（君士坦丁堡突厥語發音）。汉语“拜占庭”一词一般认为译自英文Byzantium，始见于1931年王云五《英汉对照百科名汇》。

## 歷史
拜占庭的起源，一直都被傳說籠罩著。傳說墨伽拉（一個在雅典附近的城鎮）的拜占斯，當他揚帆向東北橫渡愛琴海時，建立了拜占庭。拜占斯查問了德爾斐的神諭（Oracle at Delphi）在哪裡建立新城市。神諭指示他去找「遮眼物的對面」。他起初不知道這是甚麼意思。但當他到了博斯普魯斯海峽他終於明白：在亞洲那邊的岸上是一個名叫卡爾西頓的希臘城市。他們因為看見卡爾西頓而看不見海峽對岸只距離半英里之外的高地。拜占斯在這片高地之上建立他的城市，並以自己的名字命名為拜占庭。由於它位處黑海唯一出入口的戰略優勢，使它成為一個商城。拜占庭後來吞併卡爾西頓，使它的版圖橫跨博斯普魯斯海峽。
拜占庭在尼格爾與塞維魯的戰爭中支持尼格爾，使拜占庭於公元196年被羅馬帝國軍圍困，受到極嚴重的破壞。在成為皇帝的塞維魯重建下，拜占庭很快就回復昔日光輝。拜占庭的優越位置吸引了羅馬帝國皇帝君士坦丁一世。於公元330年，他在這裡建立了「新羅馬」（Nova Roma），在他死後就逐渐被称為君士坦丁堡。自此它就成為東羅馬帝國的首都。
帝國主義和獨特的地理優勢影響了君士坦丁堡作為歐、亞兩洲連接點的角色。它可說是個商業、文化和外交的中心。位處一個戰略地位，君士坦丁堡可以控制來往亞、歐的路線和由地中海進入黑海的航道。
1453年5月29日，君士坦丁堡落入奧斯曼帝國手中，再一次成為一個強國的首都。自第一次世界大戰後，伊斯坦堡雖然不再是土耳其的首都，但仍是土耳其的最大城市。

## 徽號
西元670年，拜占庭人在一次重要的胜利後，開始以新月作為他們的記號。以新月和星作記號卻可追溯至古巴比倫和古埃及 。雖然如此，拜占庭還是第一個以新月作國徽的首府（governing state）。西元330年，君士坦丁一世在旗幟上加上聖母瑪利亞之星（Virgin Mary's star）。
有人認為1453年鄂圖曼帝國蘇丹穆罕默德二世滅城後，看見君士坦丁堡滿插新月旗，就把新月用在自己的土耳其國旗之上，並自此有很多伊斯兰教國家跟隨。但這個說法好像伊斯兰教經外文獻所述，有很多伊斯兰教支派在很早以前已經從波斯取了新月圖案。
君士坦丁堡淪陷後，新月和星圖案並沒有被基督教世界完全遺棄。現時耶路撒冷牧首的官方旗幟就是一個白色的拉布蘭旗、一座兩個塔的教堂，在兩旁及上方都有黑色新月的線條，面向旗的中心，並且有一夥有光束的星。

### 引用
1. ↑  黄河清. . 上海辞书. 2020: 41. ISBN 978-7-5326-5403-1.
2. ↑  Charles Morris (1889), Aryan Sun Myths: The Origin of Religions. Page 67 （页面存档备份，存于）
3. ↑  Rupert Gleadow (2001), The Origin of the Zodiac, Page 165 （页面存档备份，存于）
4. ↑  .   [2007-04-10]. （原始内容存档于2007-03-03）.

## 外部連結
- Society for the Promotion of Byzantine Studies : www.byzantium.ac.uk （页面存档备份，存于）
- Description of Byzantine monetary system - fifth Century BC : History of money FAQs （页面存档备份，存于）